# 10482 Dangrieser
10482 Dangrieser (1983 RG2) là một tiểu hành tinh vành đai chính được phát hiện ngày 14 tháng 9 năm 1983 bởi E. Bowell ở trạm Anderson Mesa thuộc Đài thiên văn Lowell.